# State și teritorii ale Australiei
Statele și teritoriile Australiei formează împreună cea de-a șasea țară după suprafață. Australia cuprinde șase state și mai multe teritorii; Continentul Australian (Mainland Australia) este alcătuit din 6 state și 3 teritorii  cu al șaselea stat Tasmania la sud de contintent. Mai există alte 6 teritorii insulare și de asemenea Teritoriul Antarctic Australian.